# James Lane Allen
James Lane Allen (ur. 21 grudnia 1849 w pobliżu Lexington, zm. 18 lutego 1925 w Nowym Jorku) – amerykański pisarz, autor opowiadań.

## Życiorys
Urodził się na farmie niedaleko Lexington (Kentucky), jako syn Richarda Allena i Helen Jane Foster. Skutki wojny secesyjnej i powojennej odbudowy uszczupliły rodzinną fortunę, ale nie miłość Allena do przedwojennego Południa. Niemal we wszystkich jego pracach widać napięcie między wizerunkiem wyidealizowanym i romantycznym, a realistycznym i pragmatycznym światem. W 1872 r. Allen otrzymał tytuł licencjata. W międzyczasie zdobył dyplom z wyróżnieniem na Kentucky University (później Transylvania College), kończąc tę część swej edukacji. Później uzyskał jeszcze tytuł magistra na Kentucky University (1877) i rozpoczął 12-letnią karierę nauczyciela, która obejmowała szkoły publiczne i prywatne w stanach Kentucky i Missouri, a jej kulminacją była profesura na katedrze łaciny w Bethany College (Zachodnia Wirginia).

## Twórczość
Twórczość Allena charakteryzuje typowe dla końca XIX wieku osadzanie fabuły w regionalnych realiach oraz dialektach. Swoją drugą książkę A Kentucky Cardinal napisał w dialekcie regionu Kentucky.

## Upamiętnienie
Jego imieniem nazwano szkołę podstawową w Lexington w stanie Kentucky.

## Dzieła
- Flute and Violin, 1891
- A Kentucky Cardinal, 1894
- Aftermath 1896
- Summer in Arcady, 1896
- The Choir Invisible, 1897
- The Reign of Law, 1900
- The Mettle of the Pasture, 1903
- The Bride of the Mistletoe, 1909
- The Doctor's Christmas Eve, 1910
- The Sword of Youth, 1915
- The Kentucky Warbler, 1918
- The Alabaster Box, 1923
- The Landmark, 1925